# Turdus menachensis
El zorzal yemení (Turdus menachensis) es una especie de ave paseriforme de la familia de los túrdidos, es originaria del suroeste de la península arábiga.

## Distribución y hábitat
Su hábitat natural son los bosques secos y matorrales del suroeste de Arabia Saudita y el oeste de Yemen.
Está clasificado como de vulnerable por la IUCN, debido a la perdida de hábitat, principalmente por la tala y el pastoreo excesivo.